# Замочок
За́мочок — село в Україні, у Жовківській міській громаді Львівського району Львівської області. В Замочку стоїть дерев'яна церква св. Дмитра 1790.

## Історія
За переказами назва села походить від замку, що був побудований у XVII столітті. У 1648 році в селі перебував один із загонів Б. Хмельницького. Місцеві селяни разом з козаками вели бій з шляхтою, яка засіла в замку. В результаті бою поляки  зазнали великих втрат.
За іншою версією, у селі стояв замок побудований польським королем Яном ІІІ Собеським для відпочинку. Замок з часом був зруйнований, і його залишки під дією сейсмічної активності пішли в землю. Тепер на цьому місці розташувалося озеро.
12 червня 2020 року, відповідно до розпорядження Кабінету Міністрів України № 718-р «Про визначення адміністративних центрів та затвердження територій територіальних громад Львівської області», село увійшло до складу Жовківської міської громади.
19 липня 2020 року, в результаті адміністративно-територіальної реформи та ліквідації Жовківського району, село увійшло до складу новоствореного Львівського району.